# Еренберг (Тюрингія)
Еренберг (нім. Ehrenberg) — громада в Німеччині, розташована в землі Тюрингія. Входить до складу району Гільдбурггаузен. Складова частина об'єднання громад Фельдштайн.
Площа — 2,08 км2. Населення становить 179 ос. (станом на 31 грудня 2021).

## Галерея

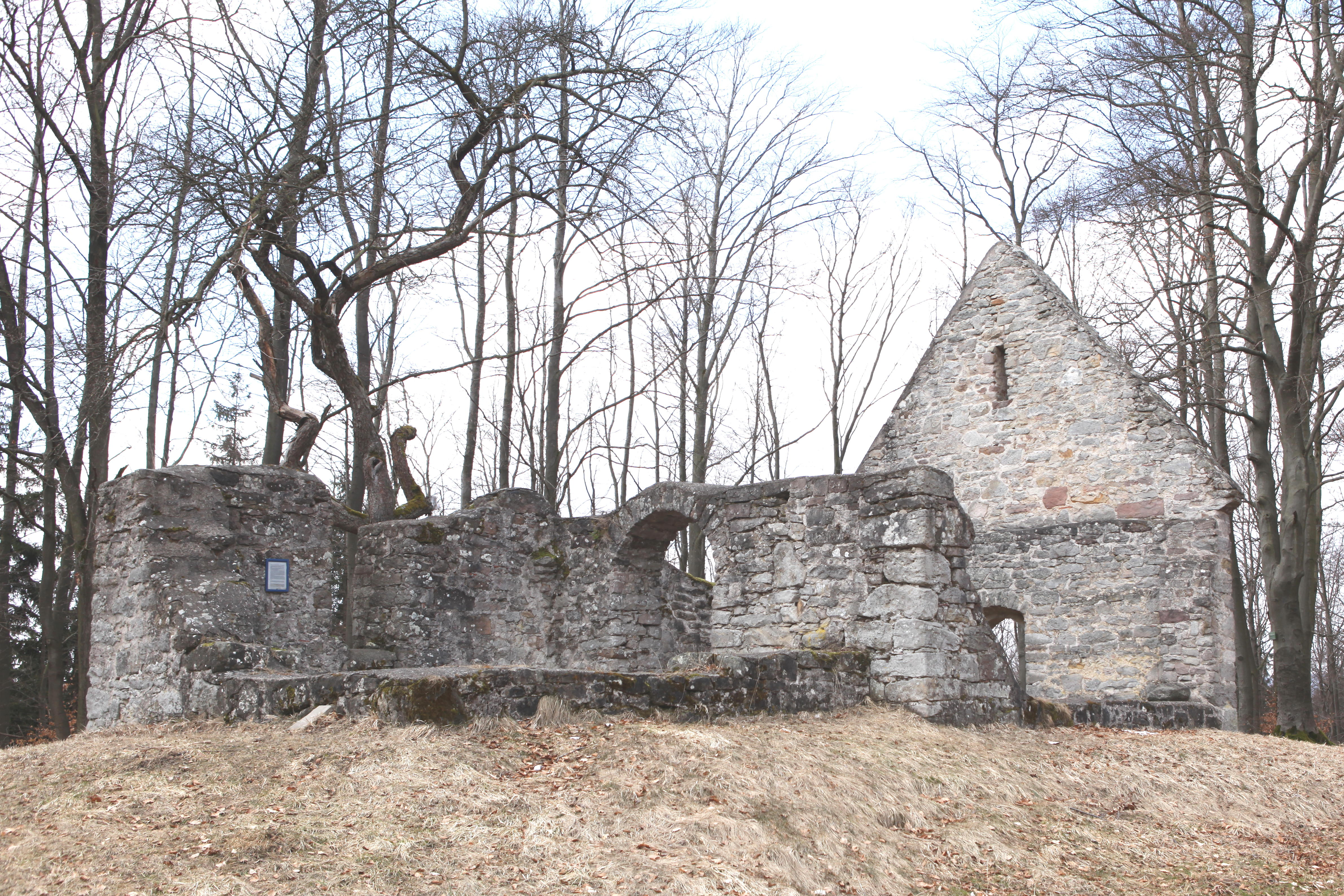